# Émile Barneoud
Émile Barneoud, né le 18 août 1924 à Saint-Chamas (Bouches-du-Rhône) et mort le 5 septembre 2021 à Aix-en-Provence, est un entrepreneur français.
Il est le créateur de la zone commerciale de Plan de Campagne au nord de Marseille.

## Biographie
Il nait à Saint-Chamas, alors un bourg au nord de l'étang de Berre,   et est un enfant de l'Assistance publique.
Juste après guerre, il part aux États-Unis retrouver des Américains avec qui il avait été prisonnier de guerre par les Allemands. Il y découvre le concept de centre commercial et va l'appliquer après son retour en France. Il vend des machines à laver près de Plan de Campagne avant de demander aux commerçants des alentours de s'installer à côté de son magasin afin de gagner en attractivité. Son idée de commerce commence à émerger vers 1966.
En 1972, il transforme la grande zone marécageuse de Plan de Campagne pour créer sa société commerciale Barneoud, faisant ainsi de cette zone attractive le plus grand centre commercial d'Europe,.
Il participera également à la création de zones commerciales à Aubagne (zone actuelle d'Auchan Aubagne), Avignon Nord et à La Valette, à côté de Toulon.